# Megalopsalis thryptica
Espèce
Synonymes
- Spinicrus thrypticum Hickman, 1957

Megalopsalis thryptica est une espèce d'opilions eupnois de la famille des Neopilionidae.

## Distribution
Cette espèce est endémique de Tasmanie au Australie. Elle se rencontre vers Pyengana et Weldborough.

## Description
Le mâle holotype mesure 4,0 mm et la femelle paratype 3,88 mm.

## Systématique et taxinomie
Cette espèce a été décrite sous le protonyme Spinicrus thrypticum par Hickman en 1957. Elle est placée dans le genre Megalopsalis par Taylor en 2013.

## Publication originale
- Hickman, 1957 : « Some Tasmanian harvestmen of the sub-order Palpatores. » Papers and proceedings of the Royal Society of Tasmania, vol. 91, p. 65–79.